# Lola Potok
Lola Potok (* 20. März 1921 in Będzin) war eine Direktorin des Gefängnisses in Gliwice.

## Leben

### Besatzungszeit
Potok lebte nach dem Überfall auf Polen 1939 unter deutscher Besatzung in Schlesien. Sie heiratete im August 1941 Schlomo Ackerfeld und gebar im April 1942 eine Tochter. Nach Ghettoaufenthalt ab Herbst 1942 wurde die Familie am 1. August 1943 in das KZ Auschwitz deportiert, wo man ihr das Kind wegnahm. Potok fertigte dort Munition in einer Rüstungsfabrik. Am 18. Januar 1945 evakuierte die SS das Lager; auf dem Todesmarsch gelang ihr die Flucht. Zehn ihrer Verwandten starben im KZ, darunter ihre Mutter.

### UB
Vier Wochen später, am 13. Februar 1945, wurde sie von der polnischen UB (Ministerium für öffentliche Sicherheit), bei der sie sich beworben hatte, zur Gefängniskommandantin in Gleiwitz ernannt. Das Gefängnis hatte etwa 50 Aufseher mit überwiegend jüdischer Abstammung, die 500 bis 1000 meist Deutschstämmige bzw. Polendeutsche bewachten. Es diente dem Geheimdienst zur Untersuchung von Nazikollaboration. Die Verdächtigen wurden gefoltert, vergewaltigt und waren den Aggressionen der ehemaligen KZ-Häftlinge und Partisanen ausgeliefert, was Potok, die selbst Vernehmungen durchführte, mehrere Monate lang forcierte. Etwa 15 Prozent starben an Typhus. Nachdem sie die gewünschten Geständnisse unterschrieben hatten, wurden die Verdächtigen in das Arbeitslager Zgoda Salomon Morels verlegt, einige wenige auch entlassen. Im Herbst 1945 verließ Potok, wie die meisten jüdischen Mitarbeiter der UB, die Volksrepublik Polen.

### Emigration
Lola Potok gelangte über die Sowjetische Besatzungszone in die westlichen Besatzungszonen und ging nach Paris, wo sie Michal Blatt traf, der sie später in Deutschland heiratete. Beide verzogen 1948 in die USA. In New York lernte sie Englisch und arbeitete in der Arztpraxis ihres Mannes. Sie kaufte einen bankrotten Chapter-11-Flugzeugausrüster für 25.000 Dollar (Aircraft supplies), (Clifton (New Jersey)), schloss einen Liefervertrag mit der US-Luftwaffe und entwickelte das Unternehmen in den 1980er Jahren zu einem Jahresumsatz von zehn Millionen US-Dollar. Nach ihrer Scheidung zog sie 1986 nach Kalifornien in die Nähe ihrer vier Töchter. Potok lebte zuletzt in Australien.